# HŠK Zrinjski Mostar
Pour les articles homonymes, voir HKK et HSK.
Maillots
Le HSK Zrinjski Mostar ou HKK Zrinjski Mostar est un club de football de la Bosnie-Herzégovine basé à Mostar.
Le club possède une grande rivalité avec le FK Velež Mostar.

## Historique
- 1905 : fondation du club

- 2000 : premier match européen du club (Coupe Intertoto) contre le Västra Frölunda IF.

- 2005 : le club remporte son 1er titre de champion de Bosnie-Herzégovine

- 2005 : première participation du club à la ligue des champions avec une défaite contre le F91 Dudelange 1-4 en cumulé.

- 2022 : le club remporte son 7e titre de champion lors de la 26e journée du Championnat de Bosnie-Herzégovine 2021-2022[2].

## Histoire

### Premiers titres et coupe d'Europe
Le Zrinjski remporte son premier championnat de Bosnie lors de la saison 2004-2005, devançant le FK Željezničar Sarajevo de 10 points. Le meilleur buteur du championnat cette saison est Zoran Rajović, joueur du club.
Grâce à ce titre, le Zrinjski se qualifie pour la première fois pour la ligue des champions ou il perdra contre le F91 Dudelange.
En 2007, le club remporte son match de Coupe UEFA contre le Partizan Belgrade malgré 2 défaites écrasantes, en raison de troubles provoqués par les supporters serbes qui seront sanctionnés par l'exclusion du Partizan, ce qui donnera une victoire sur tapis vert pour les Bosniens.
En 2009 le club remporte son deuxième titre de champion de Bosnie-Herzégovine.

### Domination nationale
Entre 2014 et 2018, le club remporte 4 des 5 championnats de Bosnie-Herzégovine.

### Nouveaux titres et doublé
Après 4 ans de disette, le club remporte le Championnat de Bosnie en 2022 puis réalise le doublé Coupe-Championnat en 2023.

### Épopée européenne
Après son titre de champion de Bosnie-Herzégovine remporté en 2023, le club se qualifie au premier tour de C1, où il affronte le FC Urartu contre qui il s'impose aux tirs au but. Au deuxième tour le Zrinjski sera défait par le Slovan Bratislava et sera reversé en Ligue Europa.
En Ligue Europa il vaincra le Breidablik avant d'être battu en barrage par le LASK.
Le club se retrouve dans le groupe E de la Conférence League en compagnie d'Aston Villa, du Legia Varsovie et de l'AZ Alkmaar. Malgré une victoire 4-3 contre les Néerlandais, lors de la première journée, alors qu'ils étaient menés 0-3, le club termine dernier de son groupe, clôturant sa campagne européenne.

## Bilan sportif

### Palmarès
- Championnat de Bosnie-Herzégovine :
  - Champion : 2005, 2009, 2014, 2016, 2017, 2018, 2022, 2023 et 2025
  - Vice-champion : 2007, 2019 et 2024

- Coupe de Bosnie-Herzégovine :
  - Vainqueur : 2008, 2023 et 2024

### Bilan européen
Légende
- Victoire ou qualification pour le tour suivant
- Match nul
- Défaite ou élimination de la compétition

Note : dans les résultats ci-dessous, le score du club est toujours donné en premier
| Saison    | Compétition             | Tour             | Club                 | Domicile | Extérieur | Total             |
| --------- | ----------------------- | ---------------- | -------------------- | -------- | --------- | ----------------- |
| 2000      | Coupe Intertoto         | Premier tour     | Västra Frölunda      | 2 - 1    | 0 - 1     | 2 - 2E            |
| 2005-2006 | Ligue des champions     | Premier tour Q   | F91 Dudelange        | 0 - 4 ap | 1 - 0     | 1 - 4             |
| 2006      | Coupe Intertoto         | Premier tour     | Marsaxlokk FC        | 3 - 0    | 1 - 1     | 4 - 1             |
| 2006      | Coupe Intertoto         | Deuxième tour    | Maccabi Petah-Tikva  | 1 - 3    | 1 - 1     | 2 - 4             |
| 2007-2008 | Coupe UEFA              | Premier tour Q   | Partizan Belgrade    | 1 - 6    | 0 - 5     | Forfait           |
| 2007-2008 | Coupe UEFA              | Deuxième tour Q  | Rabotnički Skopje    | 1 - 2    | 0 - 0     | 1 - 2             |
| 2008-2009 | Coupe UEFA              | Premier tour Q   | FC Vaduz             | 3 - 0    | 2 - 1     | 4 - 1             |
| 2008-2009 | Coupe UEFA              | Deuxième tour Q  | Sporting Braga       | 0 - 2    | 0 - 1     | 0 - 3             |
| 2009-2010 | Ligue des champions     | Deuxième tour Q  | Slovan Bratislava    | 1 - 0    | 0 - 4     | 1 - 4             |
| 2010-2011 | Ligue Europa            | Premier tour Q   | Tobol Kostanaï       | 2 - 1    | 2 - 1     | 4 - 2             |
| 2010-2011 | Ligue Europa            | Deuxième tour Q  | SP Tre Penne         | 4 - 1    | 9 - 2     | 13 - 3            |
| 2010-2011 | Ligue Europa            | Troisième tour Q | Odense BK            | 0 - 0    | 3 - 5     | 3 - 5             |
| 2013-2014 | Ligue Europa            | Premier tour Q   | UE Santa Coloma      | 1 - 0    | 3 - 1     | 4 - 1             |
| 2013-2014 | Ligue Europa            | Deuxième tour Q  | Botev Plovdiv        | 1 - 1    | 0 - 2     | 1 - 3             |
| 2014-2015 | Ligue des champions     | Deuxième tour Q  | NK Maribor           | 0 - 0    | 0 - 2     | 0 - 2             |
| 2015-2016 | Ligue Europa            | Premier tour Q   | Shirak FC            | 2 - 1    | 0 - 2     | 2 - 3             |
| 2016-2017 | Ligue des champions     | Deuxième tour Q  | Legia Varsovie       | 1 - 1    | 0 - 2     | 1 - 3             |
| 2017-2018 | Ligue des champions     | Deuxième tour Q  | NK Maribor           | 1 - 2    | 1 - 1     | 2 - 3             |
| 2018-2019 | Ligue des champions     | Premier tour Q   | Spartak Trnava       | 1 - 1    | 0 - 1     | 1 - 2             |
| 2018-2019 | Ligue Europa            | Deuxième tour Q  | Valletta FC          | 1 - 1    | 2 - 1     | 3 - 2             |
| 2018-2019 | Ligue Europa            | Troisième tour Q | Ludogorets Razgrad   | 1 - 1    | 0 - 1     | 0 - 1             |
| 2019-2020 | Ligue Europa            | Premier tour Q   | Akademija Pandev     | 3 - 0    | 3 - 0     | 6 - 0             |
| 2019-2020 | Ligue Europa            | Deuxième tour Q  | FC Utrecht           | 1 - 1    | 2 - 1     | 3 - 2             |
| 2019-2020 | Ligue Europa            | Troisième tour Q | Malmö FF             | 1 - 0    | 0 - 3     | 1 - 3             |
| 2020-2021 | Ligue Europa            | Premier tour Q   | FC Differdange 03    | 3 - 0    | N/A       | 3 - 0             |
| 2020-2021 | Ligue Europa            | Deuxième tour Q  | Olimpija Ljubljana   | N/A      | 3 - 2 ap  | 3 - 2             |
| 2020-2021 | Ligue Europa            | Troisième tour Q | APOEL Nicosie        | N/A      | 2 - 2 ap  | 2 - 2 (2 - 4 tab) |
| 2022-2023 | Ligue des champions     | Premier tour Q   | Sheriff Tiraspol     | 0 - 0    | 0 - 1     | 0 - 1             |
| 2022-2023 | Ligue Europa Conférence | Deuxième tour Q  | KF Tirana            | 3 - 2    | 1 - 0     | 4 - 2             |
| 2022-2023 | Ligue Europa Conférence | Troisième tour Q | Tobol Kostanaï       | 1 - 0    | 1 - 1     | 2 - 1             |
| 2022-2023 | Ligue Europa Conférence | Barrages Q       | Slovan Bratislava    | 1 - 0    | 1 - 2 ap  | 2 - 2 (5 - 6 tab) |
| 2023-2024 | Ligue des champions     | Premier tour Q   | FC Urartu            | 2 - 3 ap | 1 - 0     | 3 - 3 (4 - 3 tab) |
| 2023-2024 | Ligue des champions     | Deuxième tour Q  | Slovan Bratislava    | 0 - 1    | 2 - 2     | 2 - 3             |
| 2023-2024 | Ligue Europa            | Troisième tour Q | Breiðablik Kópavogur | 6 - 2    | 0 - 1     | 6 - 3             |
| 2023-2024 | Ligue Europa            | Barrages Q       | LASK                 | 1 - 1    | 1 - 2     | 2 - 3             |
| 2023-2024 | Ligue Europa Conférence | Groupe E         | AZ Alkmaar           | 4 - 3    | 0 - 1     | Quatrième         |
| 2023-2024 | Ligue Europa Conférence | Groupe E         | Aston Villa          | 1 - 1    | 0 - 1     | Quatrième         |
| 2023-2024 | Ligue Europa Conférence | Groupe E         | Legia Varsovie       | 1 - 2    | 0 - 2     | Quatrième         |
| 2024-2025 | Ligue Conférence        | Deuxième tour Q  | NK Bravo             | 0 - 1    | 3 - 1     | 3 - 2             |
| 2024-2025 | Ligue Conférence        | Troisième tour Q | Botev Plovdiv        | 2 - 0    | 1 - 2     | 3 - 2             |
| 2024-2025 | Ligue Conférence        | Barrages Q       | Vitória Guimarães    | 0 - 4    | 0 - 3     | 0 - 7             |
| 2025-2026 | Ligue des champions     | Premier tour Q   | AC Virtus            | 2 - 1    | 2 - 0     | 4 - 1             |
| 2025-2026 | Ligue des champions     | Deuxième tour Q  | Slovan Bratislava    | 2 - 2    | 0 - 4     | 2 - 6             |
| 2025-2026 | Ligue Europa            | Troisième tour Q | Breiðablik           | 1 - 1    | 2 - 1     | 3 - 2             |
| 2025-2026 | Ligue Europa            | Barrages Q       | FC Utrecht           | -        | -         | -                 |

1. ↑  En raison des troubles provoqués par ses supporters durant le match aller à Mostar, le Partizan Belgrade est exclu de la compétition et le Zrinjski est finalement déclaré vainqueur sur tapis vert malgré sa défaite sur l'ensemble de la confrontation[3].

## Entraîneurs célèbres d'aujourd'hui et d'hier
- Blaž Slišković

## Joueurs célèbres d'aujourd'hui et d'hier
- Luka Modrić
- Kenan Pirić